# Pharaoh hound

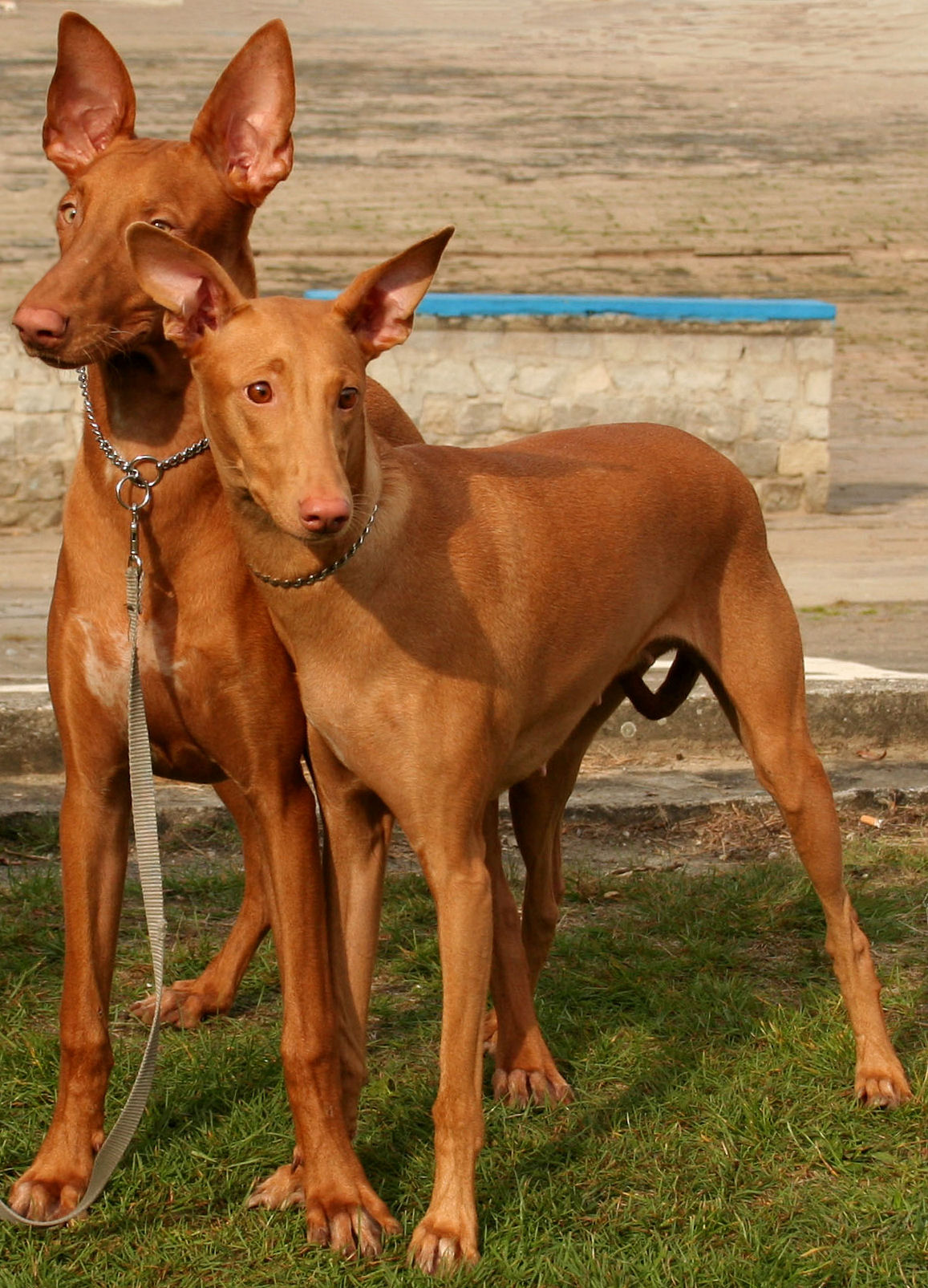
Pharaoh hound.

El Pharaoh hound ("podenc faraònic") és una raça de gos de la família dels podencs autòctona de Malta. És la raça nacional maltesa, i es coneix en maltès com Kelb-tal Fenek (gos coniller).

## Història
Diversos estudis genètics realitzats en els últims anys han vingut a concloure que contràriament a l'estesa creença que el podenc és un tipus de gos primitiu importat fa uns 3.000 anys de la zona de l'Orient Mitjà, aquests gossos en realitat guarden estreta relació genètica amb la resta de gossos de caça europeus i no són més "primitius" que la majoria d'ells. No obstant això, la llegenda diu que aquest és el gos que els faraons egipcis tant admiraven. En aquest cas, aquesta raça tindria no menys de vuit mil anys. Se sap que el gos del faraó modern procedeix de l'illa de Malta, a la Mediterrània, on possiblement va ser portat pels fenicis.

## Descripció
Altiu i prim, el gos del faraó té el cap triangular, gairebé sense stop, d'ulls color ambre o marró fosc, portant unes llargues orelles alçades i dretes. El ventre és fi i el llom recte i fort. El cos està format per músculs llargs, de línies seques. La cua està corbada i la porta baixa, encara que quan està content la porta en alt.
- Pelatge: Pèl fi, curt i llustrós.
- Color: Comú vermellós o blanc amb taques irregulars.
- Mesures: de 55 a 63 cm, i de 10 a 12 kg els mascles, i de 52 a 61 cm, i de 8 a 10 kg les femelles.

## Temperament
Amable, juganer, vivaç i és fidel al seu amo mostrant-li afecte. És molt apreciat com a animal de companyia per la seva gran lleialtat.

## Manteniment
La seva cura i educació no necessiten atencions especials, pel que són regulars i gens complicades. Si neix amb cua no cal que se li amputi. Encara que pot viure en apartaments, és preferible que visqui a llocs una mica més grans.